# The Detour
The Detour è una serie televisiva statunitense del 2016 trasmessa dall'11 aprile 2016 sul canale TBS.

## Trama
Due genitori e due bambini sono sulla strada per la Florida. Nel viaggio si accumulano incidenti e disastri in cui ogni personaggio si rivela a poco a poco.

## Personaggi e interpreti

### Principali
- Nate Parker Jr., interpretato da Jason Jones
- Robin Randall, interpretata da Natalie Zea
- Delilah Parker, interpretata da Ashley Gerasimovich
- Jareb "Jared" Parker, interpretato da Liam Carroll
- Vanessa, interpretata da Daniella Pineda
- Agente Mary (stagione 1, guest star stagione 2), interpretata da Mary Grill
- Agente Edie (stagione 2-4), interpretata da Laura Benanti

### Ricorrenti
- Gene (stagione 1), interpretato da Phil Reeves
- Agente ICE (stagione 1), interpretato da Darin Cooper
- Agente USDA (stagione 1), interpretato da Vince Foster
- Agente DEA (stagione 1), interpretato da Deja Dee
- Dottor Rob (stagione 1), interpretato da Tom Amandes
- Billy Evans (stagione 1), interpretato da Taylor Kowalski
- Morris (stagione 1), interpretato da Adam Boyer
- Latisha (stagione 1), interpretata da Denitra Isler
- Shelly (stagione 1), interpretata da Mary Kraft
- Gupta (stagione 1), interpretato da Maz Jobrani
- Davey (stagione 1), interpretato da Judge Reinhold
- Oksana (stagione 1), interpretata da Weronika Rosati
- Svetlana (stagione 1), interpretata da Angelina Lewis
- Lobsong (stagione 1), interpretato da Wayne Caparas
- Carl (stagione 1), interpretato da Paul Cuneo
- Caleb (stagione 1), interpretato da Sebastian Greco
- Melissa (stagione 1), interpretato da Britt Rentschler
- Marco (stagione 1), interpretato da Samuel Vielma
- Paul (stagione 1), interpretato da Jonathan D. Williams
- Giovane Nate (stagione 1), interpretato da Fletcher Jones

## Episodi
| Stagione         | Episodi | Prima TV USA | Prima TV Italia |
| ---------------- | ------- | ------------ | --------------- |
| Prima stagione   | 10      | 2016         | 2017            |
| Seconda stagione | 12      | 2017         | 2017            |
| Terza stagione   | 10      | 2018         | 2018            |
| Quarta stagione  | 10      | 2019         | 2019            |

## Trasmissione
In Canada, la serie venne messa in onda il 21 aprile 2014 sul The Comedy Network. In America Latina, si poté vedere su TBS il 9 giugno dello stesso anno. In India, la messa in onda avvenne il 5 ottobre 2016 su Comedy Central India.
In Italia, la serie è andata in onda dal 10 marzo 2017 su Joi.